# Jerzy Gorecki

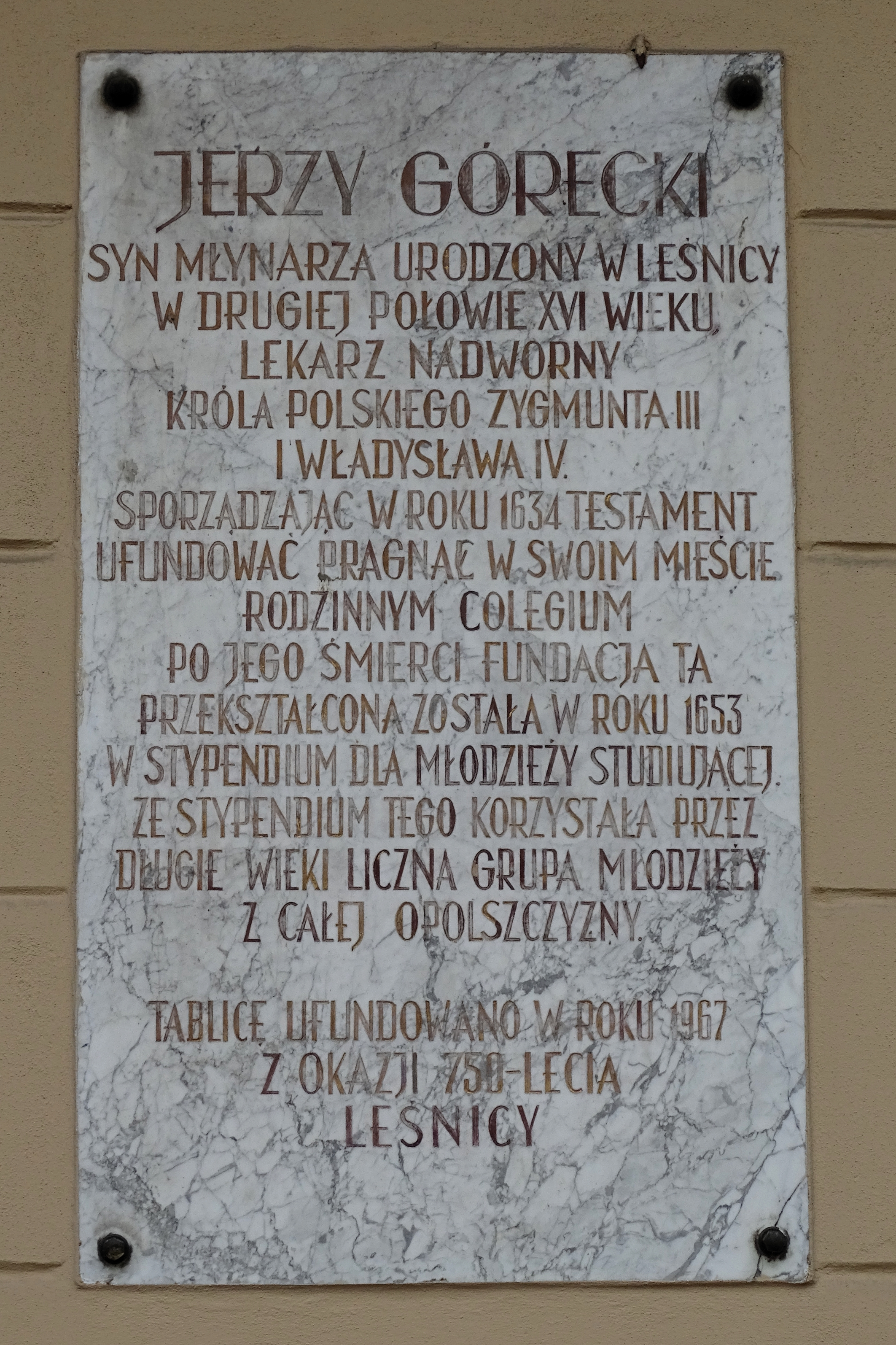
Tablica upamiętniająca Jerzego Goreckiego. Kamienica pl. Narutowicza nr 27 w Leśnicy.

Jerzy Gorecki łac. Georgius Claromontanus (ur. ok. 1580 w Leśnicy, zm. latem 1634 w Warszawie) – lekarz nadworny cesarza Rudolfa II Habsburga oraz królów polskich Zygmunta III Wazy i Władysława IV Wazy, filantrop. 
Ojciec Jerzego miał ziemię w Leśnicy, przypuszczalnie był też młynarzem w tym mieście. Jerzy podjął studia medyczne na uniwersytecie w Ingolstadt, kontynuując je na uniwersytecie w Padwie. Po zakończeniu nauki praktykował w zawodzie w Wiedniu oraz Pradze. Został lekarzem nadwornym cesarza Rudolfa II, który obdarzył go tytułem hrabiego dworu. W 1605 r. osiedlił się w Warszawie. Był lekarzem nadwornym króla Zygmunta III, a później króla Władysława IV. Przez pewien czas był też lekarzem królewicza Jana Kazimierza Wazy oraz marszałka Mikołaja Wolskiego. 
W testamencie przeznaczył część swojego majątku na ufundowanie w rodzinnej Leśnicy kolegium, kształcącego w zakresie teologii katolickiej i medycyny. Wykonawca testamentu, Karol Ferdynand Waza, z powodu wojen, a później obniżenia się wartości pieniędzy przekazanych przez Goreckiego, nie był w stanie zrealizować pierwotnej woli zmarłego, w zamian ustanowił fundację z jego funduszy, która przyznawała czteroletnie stypendia na studia dla dwóch mieszkańców Leśnicy, a w razie braku w danym naborze miejscowych stosownych kandydatów, dla mieszkańców z całego księstwa opolsko-raciborskiego. Stypendia te przyznawane były od roku 1653 do 1939. Od 1841, prócz stypendiów na studia, można było uzyskać stypendia na naukę w gimnazjum, aczkolwiek znacznie niższe. Zachowały się dane o liczbie stypendystów i kierunku ich studiów z lat 1692–1800 oraz 1842–1906. W tych okresach przyznano łącznie 28 stypendiów uczelnianych, a w drugim okresie także 9 gimnazjalnych. Studenci studiowali głównie na uczelni wrocławskiej (Akademii Jezuickiej, przekształconej potem na uniwersytet). Miejsce pochodzenia stypendystów nie zawsze jest znane, lecz wśród osób o ustalonym pochodzeniu 56% było z Leśnicy. 
Oprócz stypendiów, z fundacji Goreckiego przekazywano coroczne wpłaty na potrzeby parafii w Leśnicy.
Jerzy miał 3 siostry oraz brata Adama, który później wstąpił do zakonu Jezuitów i zamieszkał w Polsce.
W Leśnicy znajduje się ulica jego nazwiska, ma też tablicę upamiętniającą.